# St. Francois County
St. Francois County is een county in de Amerikaanse staat Missouri. De county werd opgericht in 1821 en is vernoemd naar Franciscus van Assisi.
De county heeft een landoppervlakte van 1.164 km² en telt 55.641 inwoners (volkstelling 2000). De hoofdplaats is Farmington.